# Mordellistena cairnsensis
Mordellistena cairnsensis là một loài bọ cánh cứng trong họ Mordellidae. Loài này được Lea miêu tả khoa học năm 1929.